# Chiesa dei Santi Pietro e Paolo (Villafranca di Verona)
La chiesa dei Santi Pietro e Paolo, conosciuta anche come duomo di Villafranca, è la parrocchiale di Villafranca di Verona, in provincia e diocesi di Verona; inoltre, è la chiesa madre del vicariato di Villafranca-Valeggio. 

## Storia
Sembra che la primitiva chiesa di Villafranca sia stata costruita tra la fine del XII e l'inizio del XIII secolo, come testimoniato da un documento del 1219. Si sa che la parrocchia di Villafranca venne eretta nel 1189. Nel Duecento la chiesa di Villafranca divenne un'importante pieve, che aveva come filiali le chiese di San Giovanni Lupatoto, Quaderni, Dossobuono, Alpo, Rosegaferro, Ca' di David, Caluri e Pizzoletta. Tra il 1340 ed il 1362 la pieve fu ricostruita in stile gotico. L'edificio subì poi delle trasformazioni tra il 1682 e il 1740.
L'attuale duomo venne edificato tra il 1769 ed il 1882, ispirandosi alla basilica del Santissimo Redentore della Giudecca. L'imitazione di una chiesa importante del patriarcato veneziano con l'attribuzione del nome della sede papale romana appare come una doppia sfida sia a Venezia che a Roma, forse frutto dello spirito indipendentista e ribelle del posto. La consacrazione fu impartita il 7 ottobre 1882 dal vescovo Luigi di Canossa. La vecchia pieve venne ceduta al comune, che la riutilizzò come teatro fino al 1966, anno in cui fu demolita.

## Interno
L'interno conserva la Sacra Famiglia con san Giovannino del pittore veronese Domenico Brusasorzi (XVI secolo), la pala d'altare con Sant'Antonio Abate tra i santi Bovo e Martino da Tours di Felice Brusasorzi (XVI secolo), il coro ligneo intagliato (1736).